# Rossy War
Rosa Aurelia Guerra Morales (Lago Valencia, Las Piedras, Madre de Dios; 3 de enero de 1966) conocida artísticamente como Rossy War, es una cantante y compositora peruana, que llegó a la fama internacional con el auge de la tecnocumbia en la década de los  años 1990.
La intérprete debutó en el grupo musical Los Bio Chips, para luego crear junto con su esposo Alberto Mauri, el concepto de Rossy War y La Banda Kaliente, donde inicialmente fueron exitosos en las provincias peruanas, antes de ser radiados en Lima. Ella obtuvo el reconocimiento internacional por temas musicales como «Amor prohibido», «Que te perdone Dios», «Vuela mariposa», «Las huellas de tu amor» y «Nunca pensé llorar», que la llevaron de gira por varios países como Colombia, Ecuador, México y Venezuela.

## Biografía
Rosa nació en el pequeño caserío de Lago de Valencia, ubicado en el Distrito de Las Piedras, Provincia de Tambopata (Departamento de Madre de Dios). Es hija de Carlos Víctor Guerra y Lili Morales, desde muy temprana edad empezó a realizar su incursión en el ambiente musical, donde cantaba al lado de Los Fender's de Puerto Maldonado, donde realizaron varias presentaciones en su pueblo natal.
A la edad de diecisiete años se mudó a Lima, donde trabajó en labores fuera del mundo artístico e incluso empezó a gestionar sus estudios en secretariado ejecutivo y enfermería.

## Carrera musical

### 1984—1997: primeros inicios musicales
Rossy War ingresó al grupo musical peruano Los Bio Chips, quienes la aceptaron luego de un concurso de 35 participantes. Ellos en 1984 se iniciaron en la technocumbia que básicamente se nutre principalmente de la música chicha, que nació a fines de los años 60 como una expresión de los hijos de migrantes que llegaron a Lima en la década del 50.
El grupo tenía como directores a Nilo Segura y Alberto Mauri quienes habían logrado un moderado recibimiento en el público especialmente norteño. Al ingresar Rossy War al coro temas se estrenaron temas como «La Teleparranda», «Carmín», «Corazón de Piedra». Al cabo de años Rossy y Alberto tuvieron dificultades con el grupo y se separaron, pero en 1993 Rossy graba en Chile su primera producción musical junto con antiguo grupo, denominado Como la flor, más tarde en 1996 graba en Bolivia su segunda producción denominada Cositas del Amor, que obtuvieron resonancia en esos dos países.

### 1997—1999: notoriedad musical y sus primeros éxitos
War contrajo matrimonio con Alberto Mauri y juntos crearon en 1997 el concepto de grupo musical llamado Rossy War y la Banda Kalienta, quienes inicialmente no tuvieron ayuda por parte de las disqueras peruanas, ya que el género en esa fecha no era muy reconocido. Por lo tanto su esposo creó el sello discográfico Fama Record, y la intérprete debutó en el Country Club del Bosque del Cusco. 
Más tarde la banda lanzó las canciones como «Te acuerdas de mí», «Como la flor», «Tonto», «Moreno» y «Pero tú no estás». Las cuales fueron sonadas en Chile y Bolivia. Luego seguirían «Ven mi amor», «Vuela mariposa», «Cositas del amor» «Capullo de rosa» y «Quiero una respuesta». 
Sus presentaciones se iniciaron en las provincias del sur peruano logrando una gran acogida, luego se dirigieron hacia la zona norte del Perú donde se repitieron los éxitos en sus presentaciones. Aunque aún no ingresaban al mercado limeño pero sus temas a pesar de que sus temas sonaban en el sur del país.
Ese mismo año se estrena el tercer disco de la intérprete llamado Como un dulce poema, que incluía temas como «Que te perdone Dios», «Mujer solitaria», «Nunca pensé llorar», dando inicio al destape musical de Rossy War, muy en especial por este último tema que los llevaría al mercado de la capital y sería el inicio del éxito en todo el Perú.
El género empezó a ser escuchado en otros países como Colombia, Ecuador, México, Venezuela, Cuba y el Norte de Brasil. Su tema «Nunca pensé llorar» tuvo notoriedad en las radios, en México obtuvo mucho reconocimiento ya que se le comparaba con la cantante Ana Gabriel, por el parecido en su voz. La discográfica Discos Peerless comercializaría sus temas en mayor medida en Estados Unidos combinados con otros grupos como Grupo 5 y Armonía 10, aun y con lo anterior, dentro del ambiente sonidero de la Ciudad de México se volvió muy popular.
En 1998 se lanzaron las canciones «Amor prohibido», «Las huellas de tu amor», «Puerto Querido» y «No me puedo acostumbrar», que consolidaron la carrera de la cantante. Particularmente Rossy War era conocida más por su nombre que por estar en la Banda Kaliente e incluso ese mismo año inició una gira por Perú y más tarde por otros países, dando más importancia a las ciudades mexicanas. Ese mismo año se editó su cuarto disco Las huellas de tu amor.
En 1999 se lanzaron sus dos últimas placas discográficas llamadas Me engañaste y Secreto de amor, que se desprendieron éxitos como «Carte de adiós» y un cover de Alejandra Guzmán titulado «Hacer el amor con otro». En ese año fue presentada en el IX Festival Internacional del Cusco junto a los artistas internacionales la India y Chichí Peralta.

### 2000—presente: receso musical y regreso en 2011
El éxito de War siguió vigente en la siguiente década, que incluyó en 2002 una gira a España y Francia. Sin embargo, debido a la renuncia y huida del entonces presidente Alberto Fujimori, se le relacionó artísticamente con el fujimorismo porque participó en la campaña de la agrupación política oficialista Perú 2000, hecho que fue muy criticado por los medios, además el género empezó a decaer en los años siguientes y Rossy War decide darse un receso musical que duró hasta el año 2011, cuando regresa de la mano de su nueva placa discográfica con los dos temas promocionales «Lo peor» y «Maldigo tu traición», además su agrupación cambia de nombre a La Orquesta Kaliente y se espera el inicio de su gira nacional por varias locaciones peruanas.
Entre sus varios reconocimientos está en su calle que lleva su nombre, inaugurado en 2005 por el alcalde de Belmontpant, en Belice.
En 2016, estrena su tema promocional «Mi corazón te seguirá», como parte de su nuevo disco, que aún no lleva título.
El 8 de julio de 2023 Rossy War presenta su primer disco de vinilo en el Festival Internacional del Vinilo (FIV) realizado en la Concha Acústica del Campo de Marte. Posteriormente, en diciembre del mismo año, junto a su esposo Tito Mauri, dieron vida a su más reciente creación musical: "Facturar para olvidar". Este nuevo tema fue lanzado al público a través de sus redes sociales.
En 2024 estrenó su sencillo «Facturar para olvidar».

## Discografía
Fuente:
| Álbumes de estudio - 1993: Como la flor - 1996: Cositas del amor - 1997: Como un dulce poema - 1998: Las huellas de tu amor - 1999: Me engañaste - 1999: Secreto de amor - 1999: Rossy War y Su Banda Kaliente - 2000: Soy Diferente | Sencillos - «Como la flor» - «Vuela mariposa» - «Que te perdone Dios» - «Nunca pensé llorar» - «Como un dulce poema» - «Amor prohibido» - «Las huellas de tu amor» - «Me engañaste» - «Carta de adiós» - «Hacer el amor con otro» - «Lo peor» - «Maldigo tu traición» - «Mi corazón te seguirá» |